# Pyruvate synthase
Une pyruvate synthase, ou pyruvate:ferrédoxine oxydoréductase, est une oxydoréductase qui catalyse la réaction :
CoA + pyruvate + 2 ferrédoxines oxydées  {\displaystyle \rightleftharpoons }  acétyl-CoA + CO2 + 2 ferrédoxines réduites + 2 H+.
Cette enzyme est une protéine fer-soufre qui contient des clusters [4Fe-4S] et a pour cofacteur de la thiamine pyrophosphate. Elle intervient notamment dans les métabolismes du pyruvate, du propionate, du butyrate, et prolonge la voie de Wood-Ljungdahl de fixation non-photosynthétique du CO2 vers la biosynthèse des trioses phosphate. Elle a une structure dimérique , chaque monomère comprenant six domaines liant une molécule de thiamine pyrophosphate et trois clusters [4Fe-4S].